# Сабор

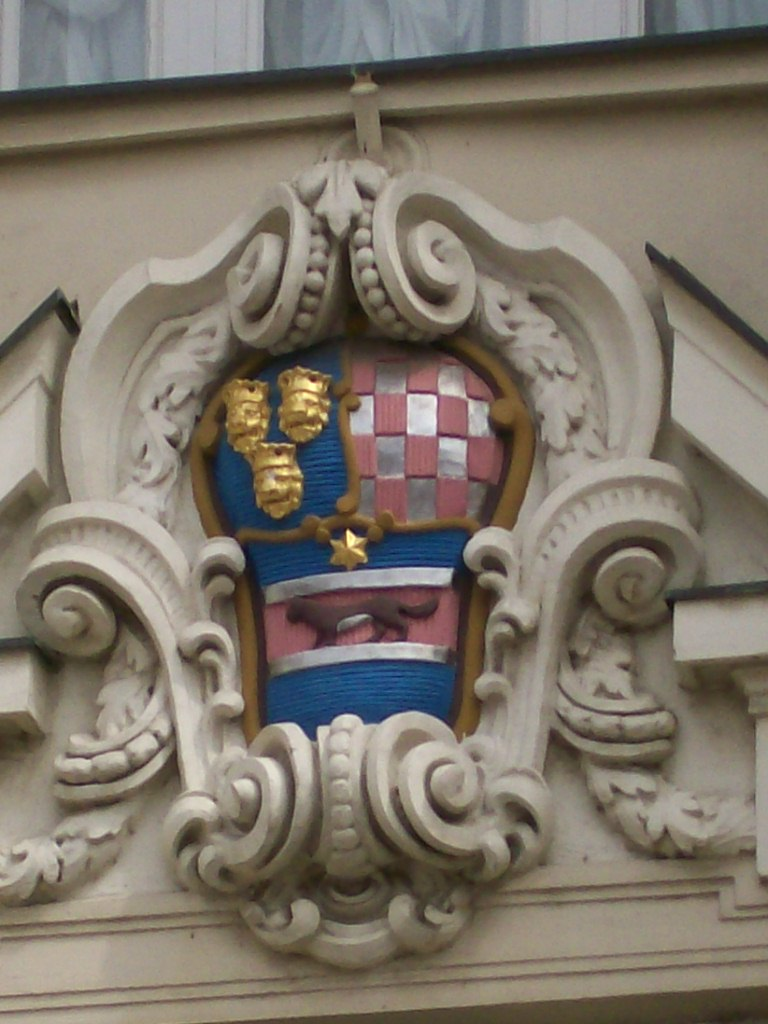
Герб королівства Хорватії, Славонії та Далмації на будівлі Хорватського сабору в Загребі

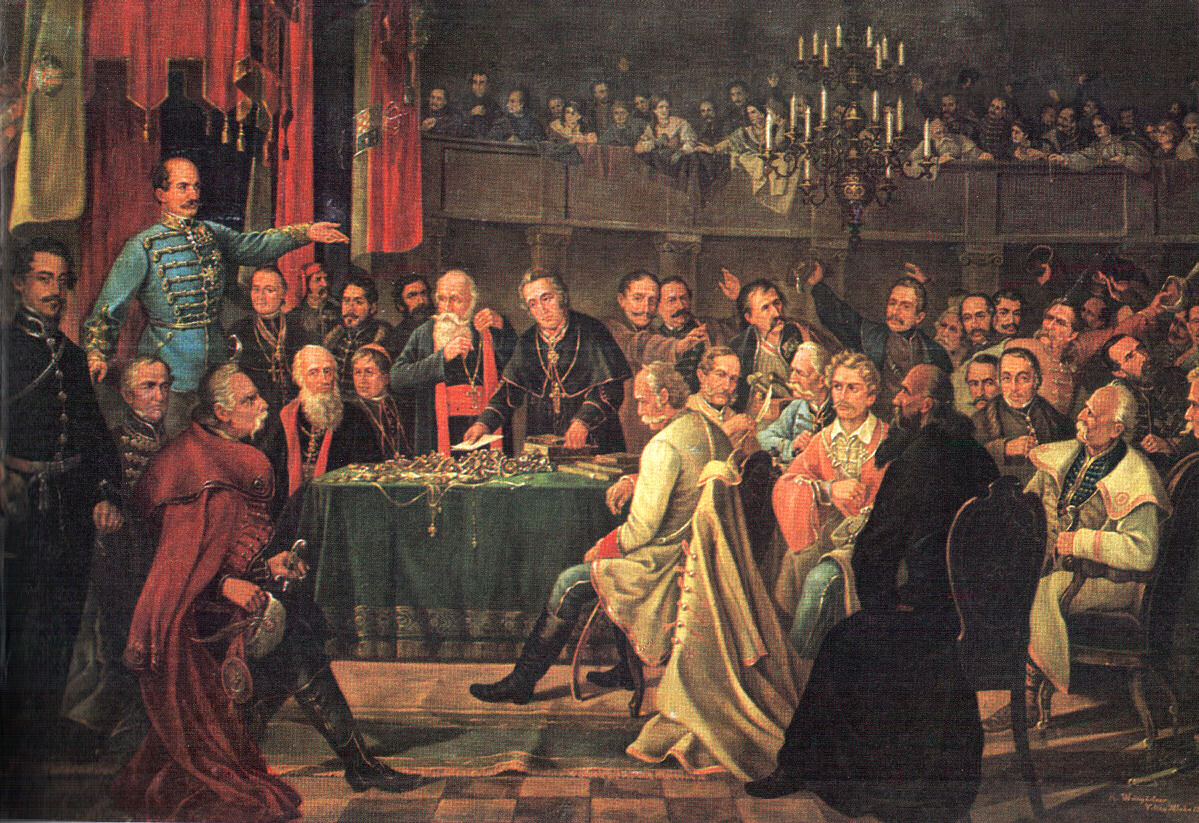
Засідання Хорватського сабору, 1848 (Драґутін Вейнґартнер)

Хорва́тський са́бор (хорв. Hrvatski sabor) — однопалатний представницький і законодавчий орган (парламент) Хорватії. Історична назва — «Сабор».

## Склад
Складається з депутатів, кількість яких варіюється від 100 до 160. Сабор обирається шляхом прямого загального таємного голосування на чотирирічний строк. Мандати депутатів може бути подовжено виключно під час воєнного стану.
Певну кількість мандатів зарезервовано за етнічними меншинами та хорватською діаспорою. Серед нинішнього 151 депутата 8 представляють меншини і 3 — діаспору.
Очолює Сабор Голова (хорв. Predsjednik). Нинішній Голова Сабору — Гордан Яндрокович (станом на січень 2018).

## Двопалатний сабор1990—2001років

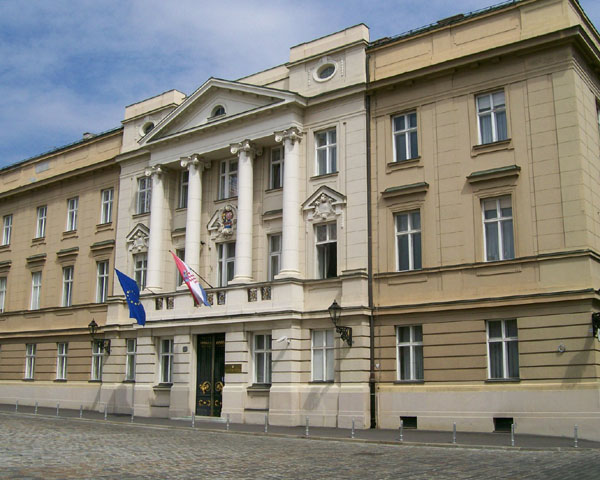
Парламент Хорватії

Згідно з конституцією Хорватії 1990 року, Сабор складався з двох палат:
- Палата депутатів (хорв. Zastupnički dom), що обиралася прямим голосуванням;
- Палата жупаній (хорв. Županijski dom), до якої 21 жупанія призначала по 3 своїх представники без врахування кількості жителів.

## Депутатський склад Сабору 6-го скликання
| Партія                                             | Кількість депутатів |
| -------------------------------------------------- | ------------------- |
| Хорватська демократична співдружність              | 66                  |
| Соціал-демократична партія Хорватії                | 56                  |
| Хорватська народна партія — ліберал-демократи      | 7                   |
| Хорватська селянська партія                        | 6                   |
| Незалежні депутати                                 | 4                   |
| Хорватський демократичний альянс Славонії і Барані | 3                   |
| Демократична асамблея Істрії                       | 3                   |
| Самостійна демократична сербська партія            | 3                   |
| Хорватська соціал-ліберальна партія                | 2                   |
| Хорватська партія права                            | 1                   |
| Хорватська партія пенсіонерів                      | 1                   |
| Партія демократичної дії                           | 1                   |

## Депутатський склад Сабору 7-го скликання
Склад парламенту Хорватії обрано в ході сьомих парламентських виборів 4 грудня 2011 р. На цих виборах обрано 151 депутата, а виборчі списки кандидатів здобули таку кількість мандатів:
| Виборчий список                                            | Місця | Партії                                      | Місця |
| ---------------------------------------------------------- | ----- | ------------------------------------------- | ----- |
| Коаліція Кукуріку                                          | 80    | Соціал-демократична партія (СДП)            | 60    |
| Коаліція Кукуріку                                          | 80    | Хорватська народна партія (ХНП)             | 14    |
| Коаліція Кукуріку                                          | 80    | Демократична асамблея Істрії (ДАІ)          | 3     |
| Коаліція Кукуріку                                          | 80    | Хорватська партія пенсіонерів (ХПП)         | 3     |
| Хорватська демократична співдружність і союзники           | 47    | Хорватська демократична співдружність (ХДС) | 45    |
| Хорватська демократична співдружність і союзники           | 47    | Хорватська громадянська партія (ХГП)        | 2     |
| Хорватська демократична співдружність і союзники           | 47    | Демократичний центр (ДЦ)                    | 0     |
| Хорватські лейбористи – Партія праці (ХЛ)                  | 6     | -                                           | 6     |
| Хорватський демократичний альянс Славонії і Барані (ХДАСБ) | 6     | -                                           | 6     |
| Самостійна демократична сербська партія (СДСП)             | 3     | -                                           | 3     |
| Хорватська партія права д-ра Анте Старчевича               | 1     | -                                           | 1     |
| Хорватська селянська партія (ХСП)                          | 1     | -                                           | 1     |
| Босняцька демократична партія Хорватії (БДПХ)              | 1     | -                                           | 1     |
| Незалежні                                                  | 6     | Незалежний список Івана Ґрубішича           | 2     |
| Незалежні                                                  | 6     | Меншини                                     | 2     |
| Незалежні                                                  | 6     | Безпартійні                                 | 2     |

## Депутатський склад Сабору 8-го скликання
Цей склад парламенту Хорватії обрано в ході восьмих парламентських виборів 7 (за кордоном) і 8 грудня 2015 (за кордоном і в Хорватії). Всього обрано 151 депутата з таким розподілом мандатів серед переможців виборів:
| Коаліція або партія                                        | Місця |
| ---------------------------------------------------------- | ----- |
| Патріотична коаліція                                       | 59    |
| Народна коаліція (Хорватія росте)                          | 56    |
| МОСТ                                                       | 19    |
| ДАІ                                                        | 3     |
| ХДАСБ                                                      | 2     |
| Мілан Бандич 365 — Партія праці і солідарності             | 2     |
| «Успішна Хорватія»                                         | 1     |
| «Жива стіна»                                               | 1     |
| Самостійна демократична сербська партія                    | 3     |
| Союз угорських об'єднань                                   | 1     |
| Об'єднання за сприяння освіті циган у Хорватії «Калі Сара» | 1     |
| Організації албанської меншини                             | 1     |
| Італійська меншина                                         | 1     |
| Чесько-словацька меншина                                   | 1     |

## Депутатський склад Сабору 9-го скликання
| Партії та коаліції                                          | Партії та коаліції                                 | Партії та коаліції                                                                                  | Голоси                        | %                             | Зміна                         | Місць | +/–  |
| ----------------------------------------------------------- | -------------------------------------------------- | --------------------------------------------------------------------------------------------------- | ----------------------------- | ----------------------------- | ----------------------------- | ----- | ---- |
| Внутрішні виборчі округи (1-й–10-й)                         |                                                    | |                               |                               |                               |       |      |
|                                                             | Коаліція ХДС                                       | ХДС, ХСЛП, ХДХП                                                                                     | 682.687                       | 36,27 %                       | +2,91 %                       | 59    | +3   |
|                                                             | Народна коаліція                                   | СДП, ХНП, ХПП, ХСП                                                                                  | 636.602                       | 33,82 %                       | +0,62 %                       | 54    | -2   |
|                                                             | Міст незалежних списків                            | Міст незалежних списків                                                                             | 186.626                       | 9,91 %                        | -3,60 %                       | 13    | -6   |
|                                                             | Коаліція «Єдиний вибір»                            | Жива стіна, Змінимо Хорватію, Молодіжна дія, Азбука демократії, ХДСП                                | 117.208                       | 6,23 %                        | +1,99 %                       | 8     | +7   |
|                                                             | Коаліція «За прем'єр-міністра»                     | БМ 365, Реформісти, Нова хвиля, Хорватська селянська партія Степана Радича, Блок «Пенсіонери Разом» | 76.054                        | 4,04 %                        | +0,72 %                       | 2     | ±0   |
|                                                             | Коаліція «Ще сильніша Істрія»                      | ДАІ, ПГК, Список за Рієку                                                                           | 43.180                        | 2,29 %                        | +0,46 %                       | 3     | ±0   |
|                                                             | Коаліція «Розвернися, Хорватіє»                    | «Розумно», «За місто»                                                                               | 38.812                        | 2,06 %                        | нова                          | 0     | нова |
|                                                             | Коаліція ХДАСБ                                     | ХДАСБ, ХКП                                                                                          | 23.573                        | 1,25 %                        | -0,11 %                       | 1     | -1   |
|                                                             | Інші партії та незалежні списки                    | Інші партії та незалежні списки                                                                     | 77.575                        | 4,12 %                        |                               | 0     | -1   |
|                                                             | Недійсні                                           | Недійсні                                                                                            | 36.871                        | 1,92 %                        |                               | -     | -    |
| Загалом по внутрішніх округах                               | Загалом по внутрішніх округах                      | Загалом по внутрішніх округах                                                                       | 1.919.188                     | 100 %                         | -                             | 140   | ±0   |
| Зареєстровані виборці / явка                                | Зареєстровані виборці / явка                       | Зареєстровані виборці / явка                                                                        | 3.531.279                     | 54,35 %                       | -6,47 %                       | -     | -    |
| XI округ — хорватські громадяни, які проживають за кордоном |                                                    | |                               |                               |                               |       |      |
|                                                             | Хорватська демократична співдружність              | Хорватська демократична співдружність                                                               | 13.117                        | 62,72 %                       | -22,97 %                      | 2     | -1   |
|                                                             | Незалежний список на чолі з Жельком Гласновичем    | Незалежний список на чолі з Жельком Гласновичем                                                     | 5.211                         | 24,91 %                       | нова                          | 1     | нова |
|                                                             | Коаліція «За прем'єр-міністра»                     | БМ 365, Реформісти, Нова хвиля, Хорватська селянська партія Степана Радича, Блок «Пенсіонери Разом» | 936                           | 4,47 %                        | +0,17 %                       | 0     | ±0   |
|                                                             | Міст незалежних списків                            | Міст незалежних списків                                                                             | 656                           | 3,13 %                        | -0,76 %                       | 0     | ±0   |
|                                                             | Інші списки XI округу                              | Інші списки XI округу                                                                               | 993                           | 4,75 %                        |                               | 0     | ±0   |
|                                                             | Недійсні                                           | Недійсні                                                                                            | 295                           | 1,39 %                        |                               | -     | -    |
| Загалом по XI округу                                        | Загалом по XI округу                               | Загалом по XI округу                                                                                | 21.208                        | 100 %                         | -                             | 3     | ±0   |
| Зареєстровані виборці / явка                                | Зареєстровані виборці / явка                       | Зареєстровані виборці / явка                                                                        | 21.223                        | 99,93 %                       | +0,02 %                       | -     | -    |
| XII округ — Виборчий округ національних меншин              |                                                    | |                               |                               |                               |       |      |
|                                                             | Самостійна демократична сербська партія            | Самостійна демократична сербська партія                                                             | Виборча система відрізняється | Виборча система відрізняється | Виборча система відрізняється | 3     | ±0   |
|                                                             | Демократичний союз угорців Хорватії                | Демократичний союз угорців Хорватії                                                                 | Виборча система відрізняється | Виборча система відрізняється | Виборча система відрізняється | 1     | +1   |
|                                                             | Союз ромів Хорватії «Калі Сара»                    | Союз ромів Хорватії «Калі Сара»                                                                     | Виборча система відрізняється | Виборча система відрізняється | Виборча система відрізняється | 1     | ±0   |
|                                                             | Союз албанців Хорватії                             | Союз албанців Хорватії                                                                              | Виборча система відрізняється | Виборча система відрізняється | Виборча система відрізняється | 1     | +1   |
|                                                             | Незалежні організації (італійська меншина)         | Незалежні організації (італійська меншина)                                                          | Виборча система відрізняється | Виборча система відрізняється | Виборча система відрізняється | 1     | ±0   |
|                                                             | Незалежні організації (чеська і словацька меншини) | Незалежні організації (чеська і словацька меншини)                                                  | Виборча система відрізняється | Виборча система відрізняється | Виборча система відрізняється | 1     | ±0   |
| Загалом по XII округу                                       | Загалом по XII округу                              | Загалом по XII округу                                                                               | 37.902                        | 100 %                         | -                             | 8     | ±0   |
| Зареєстровані виборці / явка                                | Зареєстровані виборці / явка                       | Зареєстровані виборці / явка                                                                        | 211.267                       | 17,94 %                       | -1,14 %                       | -     | -    |
| Всього місць у парламенті                                   | Всього місць у парламенті                          | Всього місць у парламенті                                                                           | Всього місць у парламенті     | Всього місць у парламенті     | Всього місць у парламенті     | 151   | ±0   |
| Джерело: Державна виборча комісія.                          |                                                    | |                               |                               |                               |       |      |

## Депутатський склад Сабору 10-го скликання
18 травня 2020-го прем'єр-міністр Хорватії Андрей Пленкович розпустив парламент, нові вибори було заплановано на 5 липня.